# Paisaje granítico

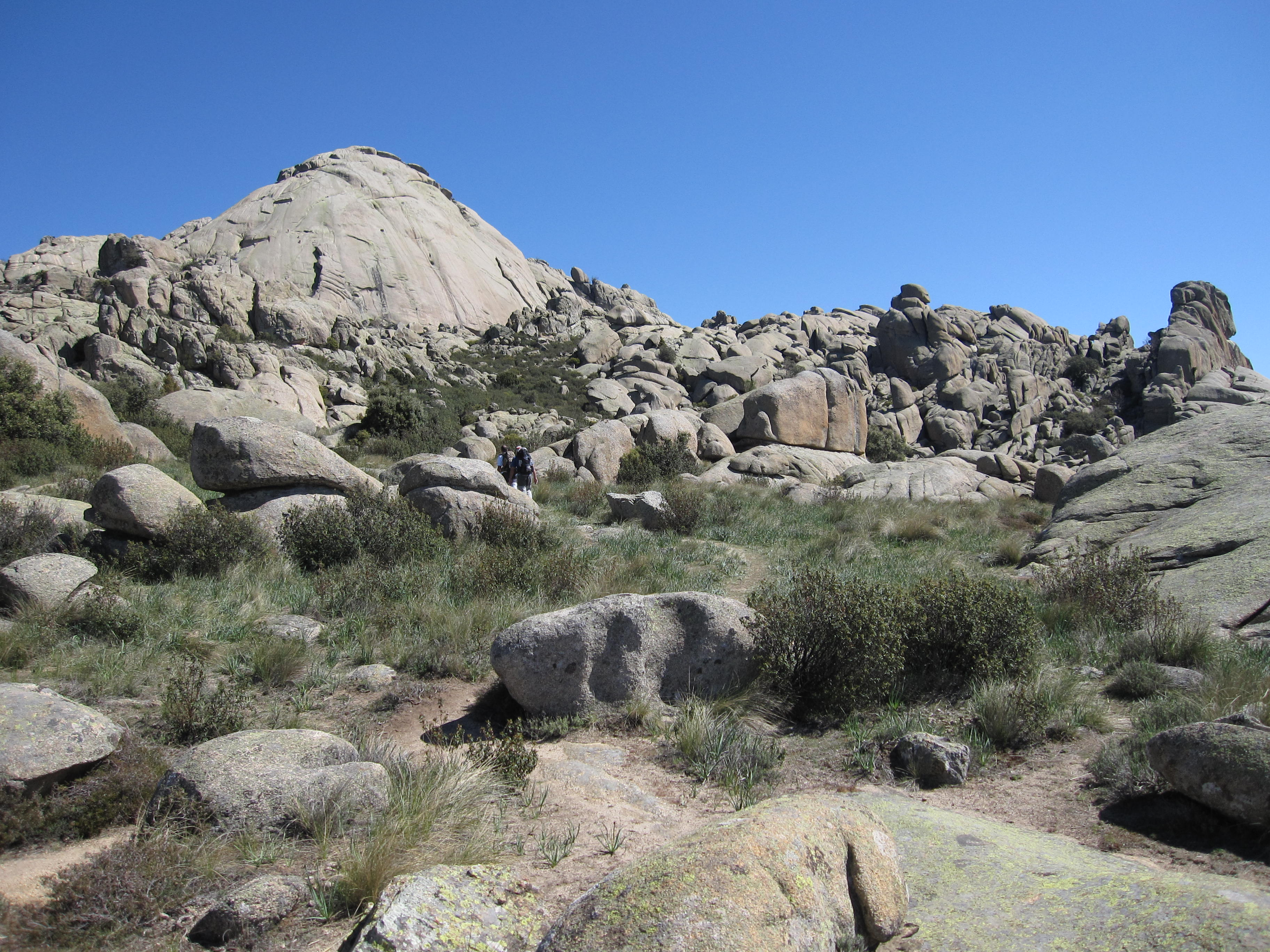
El Yelmo, domo ubicado en La Pedriza (Madrid). Esta zona del Sistema Central es un ejemplo de paisaje granítico.

Se denomina paisaje granítico al paisaje modelado por el efecto de la erosión sobre granitos u otras rocas plutónicas. Estos relieves son producto de la meteorización, que altera a la roca, y de la erosión que elimina la parte alterada. La alteración que se produce depende principalmente de tres factores:
- Composición mineralógica (el cuarzo es más resistente que los feldespatos y estos que las micas);
- Textura, que tiene en cuenta el tamaño de los minerales, su forma, etc.;
- Diaclasado y fracturación, que cuando es mayor más se altera la roca.

## Formas graníticas
Dentro de los elementos que integran los paisajes graníticos se distinguen entre «formas mayores» y «formas menores». Las mayores incluyen domos, crestones, lanchares, berrocales, pedrizas y arenizaciones. El domo es una masa de roca que presenta un aspecto redondeado formado por la meteorización a favor de diaclasas curvas, mientras que el crestón se forma a favor de un diaclasado vertical. Según aumenta la alteración de estos relieves, empiezan a formarse berrocales, pedrizas, lanchares, bolos y finalmente la arenización de la roca.
Existen varias formas menores, como pilancones, tafonis, pseudoestratificación, etc.